# Ferdinand Brossart

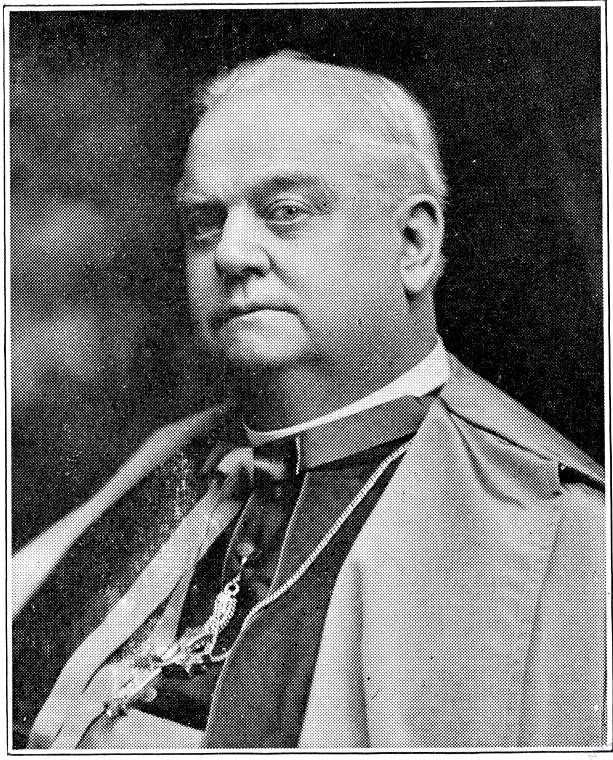
Bischof Ferdinand Brossart

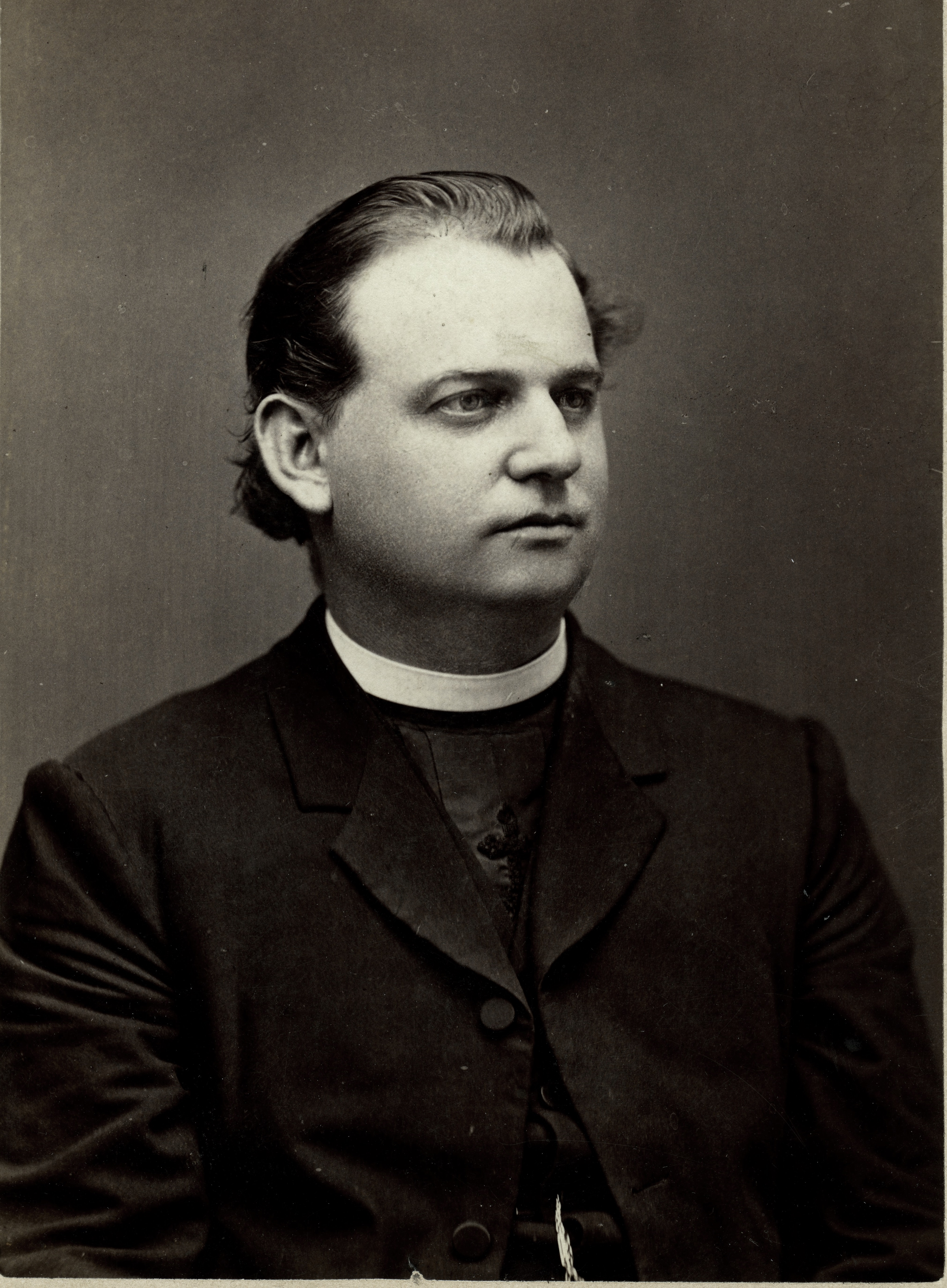
Der spätere Bischof als junger Priester, um 1880

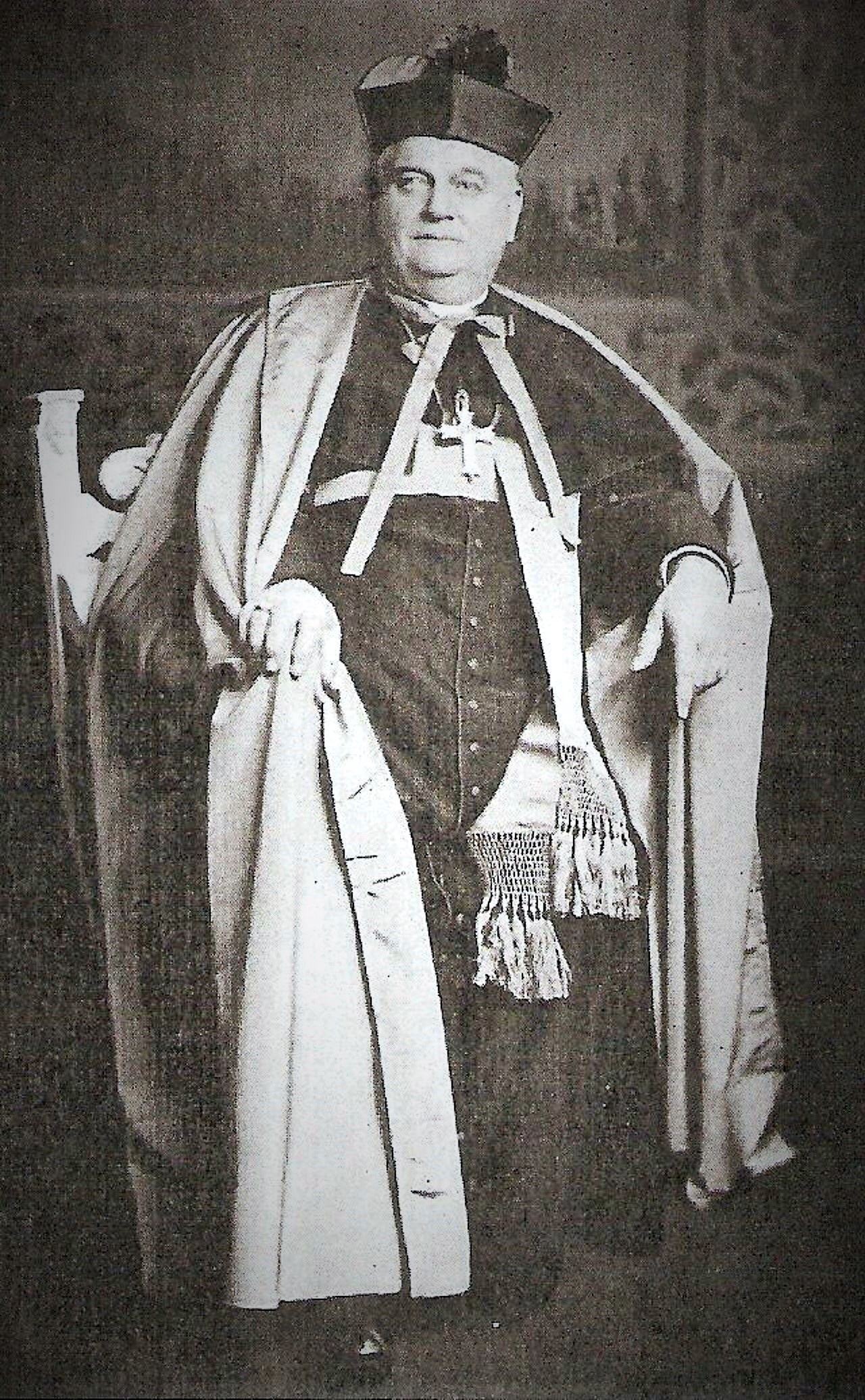
Foto, 1916

Ferdinand Brossart (* 19. Oktober 1849 in Büchelberg, Pfalz, Diözese Speyer; † 6. August 1930 in Melbourne (Kentucky), USA) war ein römisch-katholischer Geistlicher, zunächst Dompfarrer, dann Generalvikar und schließlich von 1915 bis 1923 Bischof von Covington, Kentucky, USA.

## Leben
Als Kleinkind wanderte Ferdinand Brossart 1851 mit seinen Eltern aus der Pfalz nach Amerika aus. Die Eltern waren Ackersleute, der Vater hieß ebenfalls Ferdinand Brossart, die Mutter Katharina geb. Diesel. Die Familie landete in New Orleans und wollte sich dort niederlassen. Der Ausbruch von Gelbfieber veranlasste sie, nach Cincinnati im Bundesstaat Ohio weiterzuziehen. Dort gehörten sie der Stadtpfarrei St. Michael an. Der Junge besuchte die gleichnamige katholische Schule. 1861 siedelten die Emigranten nach Kentucky um und wohnten dort in Gubser’s Mill, Campbell County. Dieses von deutschen Einwanderern geprägte Gebiet gehörte zur 1853 neu formierten Diözese Covington. Hier besuchte Ferdinand Brossart die deutsche Schule St. Peter und Paul in der gleichnamigen Pfarrei. Dann studierte er als Alumne seiner Heimatdiözese Covington am Priesterseminar St. Mary in Cincinnati und am Amerikanischen Kolleg in Löwen, Belgien. Augustus Maria Toebbe, der zweite Bischof von Covington – ebenfalls ein Deutscher – weihte Brossart am 1. September 1872 in der alten Kathedrale von Covington zum Priester.
Zunächst wurde der Neupriester Kaplan an der Immaculate Conception Church in Newport, dann Pfarrer der Pfarrei St. Edward in Cynthiana, danach von St. Paul in Lexington. Bei einer Choleraepidemie in Millersburg und einer Pockenepidemie in Lexington erwarb sich der Priester hohes Ansehen, da er selbstlos die Kranken und Sterbenden pflegte. 1888 avancierte der Geistliche zum Dompfarrer in Covington, gleichzeitig wurde er Generalvikar. In dieser Zeit redigierte Brossart auch das Diözesanblatt The New Cathedral Times und war maßgeblich an der Ausgestaltung der neuen Kathedrale beteiligt. 1897 feierte er sein silbernes Weihejubiläum im Wallfahrtsort Lourdes, in Frankreich. Nach dem Tod von Bischof Camillus Maes, am 11. Mai 1915, wurde er einen Tag später zum Kapitularvikar der verwaisten Diözese bestellt.
Am 29. November 1915 ernannte ihn Papst Benedikt XV. zum Bischof von Covington. Die Bischofsweihe spendete ihm am 25. Januar 1916 Henry Moeller, Erzbischof von Cincinnati. Brossart vollendete in seinem Episkopat u. a. den Neubau der Diözesankathedrale Maria Himmelfahrt. Angriffe wegen seiner Deutschstämmigkeit veranlassten Bischof Brossart im Ersten Weltkrieg, sich dezidiert patriotisch für die Vereinigten Staaten zu engagieren. Er drängte zudem im kirchlichen Leben seines Bistums die anderen Einwanderersprachen zurück und forcierte Englisch. Krankheitsbedingt resignierte Ferdinand Brossart schon am 14. März 1923 von seinem Amt und zog sich mit dem Titel eines Titularbischofs von Vallis in den St. Anna Konvent zu Melbourne (Kentucky) zurück, wo er 1930 starb. Er liegt auf dem dortigen Klosterfriedhof begraben. Die Grabkapelle wurde von ihm selbst entworfen.
Ferdinand Brossart beschäftigte einen jungen afro-amerikanischen Chauffeur namens Vincent Smith (1894–1952), der Priester werden wollte, was damals sehr schwierig war, da es nur sehr bedingte Akzeptanz für dunkelhäutige Geistliche gab. Brossart sorgte persönlich dafür, dass man ihn – trotz massiver Vorbehalte seitens hoher Kleriker –  im St. Josephs Seminar Baltimore annahm. Er wurde später Trappist in der Abtei Gethsemani zu Lebanon und war der erste afro-amerikanische Priester Kentuckys.
In Alexandria, Kentucky, ist die Bischof Brossart High School nach dem Pfälzer benannt.
Ferdinand Brossart übersetzte mehrere deutschsprachige religiöse Bücher ins Englische, u. a. Werke von Heinrich Denifle, Aloys Schäfer und Albert Meyenberg. Die Brossart-Übersetzungen Humanity, its destiny and the means to attain it (Heinrich Denifle 1909); The Mother of Jesus in Holy Scripture (Aloys Schäfer, 1913) sowie Homiletic and catechetic studies, according to the spirit of Holy Scripture and of the ecclesiastical year (Albert Meyenberg 1912) sind 2007 und 2008 wieder aufgelegt worden.